# Donji Dejan
Donji Dejan (en serbe cyrillique : Доњи Дејан) est un village de Serbie situé dans la municipalité de Vlasotince, district de Jablanica. Au recensement de 2011, il comptait 359 habitants.

## Démographie

### Évolution historique de la population
| 1948 | 1953  | 1961  | 1971 | 1981 | 1991 | 2002 | 2011 |
| ---- | ----- | ----- | ---- | ---- | ---- | ---- | ---- |
| 978  | 1 008 | 1 029 | 891  | 766  | 647  | 497  | 359  |

|  |